# Харрисон, Сара (журналистка)
Сара Харрисон (англ. Sarah Harrison; род. 1981/1982) — британская журналистка, исследователь права и редактор одного из разделов WikiLeaks. Она работает с «WikiLeaks Legal Defense» и является ближайшим советником Джулиана Ассанжа. Сопровождала Эдварда Сноудена на перелёте из Гонконга в Москву и во время пребывания в аэропорту «Шереметьево».

## Биография
Отец — Ян Харрисон (англ. Ian Harrison), работал администратором в компании «Burton», занимающейся розничной торговлей одеждой. Мать — Дженифер Харрисон (англ. Jennifer Harrison), специалист по чтению.
Сара Харрисон обучалась в частной школе «Севенокс Скул» (англ. Sevenoaks School). По словам отца, она успешно занималась бегом и плаванием. Хорошо сдала экзамены в «Организации международного бакалавриата» и получила годовой академический отпуск для путешествия и катания на лыжах. Затем изучала англистику в Лондонском университете королевы Марии. Харрисон продолжала путешествовать и решила стать журналистом.
В 2009 году Сара Харрисон становится неоплачиваемым стажёром-исследователем «Центра журналистских расследований» Лондонского городского университета, в котором обучают журналистов, а в 2010-м — младшим научным сотрудником «Бюро журналистских расследований» (англ. Bureau of Investigative Journalism), новой профессиональной организации, созданной при том же университете. Позже она окончила Лондонский городской университет

## Работа в «WikiLeaks»
Будучи стажёром-исследователем «Центра журналистских расследований», Сара Харрисон вышла на контакт с Джулианом Ассанжем; это произошло ещё до утечки документов о войне в Афганистане (англ. Afghan War documents leak). Она отбирала среди файлов об иракской войне материалы для будущего документального телевизионного фильма. После того, как Даниэль Домшайт-Берг из-за разногласий с Ассанжем покинул «Викиликс», роль Сары Харрисон в этой организации заметно увеличилась, особенно после опубликования дипломатических депеш и юридической борьбы Ассанжа против экстрадиции в Швецию.
По состоянию на 2013 год Сара Харрисон — редактор одного из разделов Викиликса. Она работает с организацией «WikiLeaks Legal Defense», возглавляемой Бальтасаром Гарсоном, и является ближайшим советником Джулиана Ассанжа.
В 2018 году вышла книга Women, Whistleblowing, Wikileaks: A Conversation, написанная Харрисон в соавторстве с Ренатой Авилой Пинто и Анжелой Рихтер, в которой рассказывается о женщинах, работавших в WikiLeaks.

### Эдвард Сноуден
24 июня 2013 года Викиликс заявил, что Харрисон сопровождала разоблачителя АНБ США Эдварда Сноудена в его известном перелёте из Гонконга в Москву в поисках политического убежища от экстрадиции в США. Доминик Раше (Dominic Rushe) из газеты «The Guardian» отметил, что выбор Сары Харрисон для такой миссии был «странным», потому что её юридическая квалификация была невысока по сравнению с другими сотрудниками «WikiLeaks», той же Дженифер Робинсон (англ. Jennifer Robinson (lawyer)) — профессиональным юристом, специализирующейся в области прав человека. К тому времени Сара Харрисон сотрудничала с «Викиликсом» уже более двух лет.
1 августа 2013 года Харрисон сопровождала Сноудена, получившего временное убежище в России на год, на выходе из международного аэропорта «Шереметьево».
В 2014 году Харрисон сказала о том, почему она поддерживает «Викиликс»; мотивом оказалась «величайшая непредсказуемая власть в США и других западных демократиях»

### Германия
В 2014 году Харрисон жила в Берлине в своего рода изгнании — она опасалась возвращаться в Великобританию, поскольку юристы сказали ей о высокой вероятности задержания и допроса на основании приложения 7 к принятому в 2006 году закону о борьбе с терроризмом (англ. Terrorism Act). На допросе могут потребовать назвать имена людей — источников информации, опубликованной «Викиликсом» и Сноуденом, а отказ отвечать будет считаться преступлением. В январе 2016 года апелляция Сары Харрисон об исключении её из-под действия того приложения 7 была удовлетворена, и в сентябре того же года Харрисон побывала в Лондоне.